# ياسمين غولر
ياسمين غولر مواليد 10 أبريل 1994 في إزمير، تركيا، هي لاعبة كرة يد تركية تلعب كجناح أيمن. تلعب في الدوري التركي لكرة اليد للسيدات. مثلت منتخب تركيا لكرة اليد للسيدات.